# Salven el millón (Argentina)
Salven el millón fue un concurso televisivo argentino presentado por Susana Giménez, emitido en 2011 dentro de su programa homónimo y, a partir de 2013, como programa independiente. 
Se trató de la adaptación argentina del programa británico The Million Pound Drop Live, emitido por el canal Channel 4. A diferencia de la versión original inglesa, la versión argentina no se transmitía en vivo.

## Temporadas

### Temporada 1
El formato se estrenó el 9 de junio de 2011, presentado por Susana Giménez.

#### Emisiones
| Emisión        | Participantes                    | Vínculo                                          | Instancia máxima ($)     | Premio          |
| -------------- | -------------------------------- | ------------------------------------------------ | ------------------------ | --------------- |
| 03/08/2011     | Claudio y María Inés             | Compañeros de trabajo                            | Pregunta 7 ($ 1.000.000) | 1.000.000 pesos |
| 09/06/2011     | Gilda y Eduardo                  | Matrimonio                                       | Pregunta 7 ($ 360.000)   | 360.000 pesos   |
| 15/06/2011     | Irma y Guillermo                 | Noviazgo                                         | Pregunta 7 ($ 20.000)    | -               |
| 15/07/2011     | Gastón y Juan                    | Amistad                                          | Pregunta 6 ($ 40.000)    | -               |
|                | Julio y Andrea                   | Padre e hija                                     | Pregunta 6 ($ 20.000)    | -               |
| 17/08/2011     | Guillermo López y Julieta Prandi | Conductores del programa Zapping                 | Pregunta 7 ($ 20.000)    | -               |
| 15/07/2011     | Edgardo y Agustina               | Padre e hija                                     | Pregunta 5 ($ 20.000)    | -               |
| 19/07/2011     | Mariana y Patricio               | Amistad                                          | Pregunta 5 ($ 20.000)    | -               |
| 19/07/2011     | Silvia y Mariel                  | Primos                                           | Pregunta 4 ($ 460.000)   | -               |
| 02/08/2011     | Martín y Florencia               | Hermandad                                        | Pregunta 3               | -               |
| 03/08/2011     | Facundo Arana y Julieta Díaz     | Protagonistas de la telenovela Cuando me sonreís | Pregunta 2 ($ 1.000.000) | -               |
| 10/08/2011     | Pablo Echarri y Paola Krum       | Protagonistas de la telenovela El elegido        | Pregunta 4 ($ 120.000)   | -               |
| 22/07/2011     | Simón y Carlos                   | Amistad                                          | Pregunta 5 ($ 240.000)   | -               |
| 22/07/2011     | Marcela y Belén                  | Madre e hija                                     | Pregunta 7 ($ 100.000)   | -               |
| 10/08/2011     | Floreal y Analía                 | Padre e hija                                     | Pregunta 2 ($ 1.000.000) | -               |
| 31/08/2011     | Laura y Federico                 | Madre e hijo                                     | Pregunta 2 ($ 1.000.000) | -               |
| 31/08/2011     | Santiago y Eduardo               | Amistad                                          | Pregunta 7 ($ 100.000)   | 100.000 pesos   |
| 16/06/2011     | Martín y Pablo                   | Amigos                                           | Pregunta 5 ($ 20.000)    | -               |
| 16/06/2011     | Elvio y Silvia                   | Matrimonio                                       | Pregunta 5 ($ 160.000)   | -               |
| 22/06/2011     | Gabriel y Daniela                | Matrimonio                                       | Pregunta 4 ($ 60.000)    | -               |
| 22/06/2011     | Fabiana y Pablo                  | Madre e hijo                                     | Pregunta 4 ($ 80.000)    | -               |
| 23/06/2011     | Antonela y Julián                | Cuñados                                          | Pregunta 2 ($ 380.000)   | -               |
| 23/06/2011     | Carlos y Facundo                 | Padre e hijo                                     | Pregunta 6 ($ 80.000)    | -               |
| 27/06/2011     | Guillermo y Norberto             | Primos                                           | Pregunta 2 ($ 560.000)   | -               |
| 27/06/2011     | Silvia y Luciana                 | Madre e hija                                     | Pregunta 7 ($ 40.000)    | 40.000 pesos    |
| 29/06/2011     | Patricia y Mabel                 | Consuegras                                       | Pregunta 5 ($ 800.000)   | -               |
| 04/07/2011     | Pablo y Javier                   | Amistad                                          | Pregunta 2 ($ 500.000)   | -               |
| 04/07/2011     | Jorge y Patricia                 | Padre e hija                                     | Pregunta 6 ($ 240.000)   | -               |
| 05/07/2011     | Gabriela y Gabriel               | Matrimonio                                       | Pregunta 2 ($ 480.000)   | -               |
| 06/07/2011     | Claudia y Teresa                 | Amistad                                          | Pregunta 7 ($ 120.000)   | -               |
| 06/07/2011     | Julio y Carolina                 | Noviazgo                                         | Pregunta 7 ($ 80.000)    | -               |
| 07/07/2011     | Pablo y León                     | Amistad                                          | Pregunta 7 ($ 20.000)    | -               |
| 11/07/2011     | Gisella y Ariel                  | Amistad                                          | Pregunta 7 ($ 20.000)    | 20.000 pesos    |
| 27/07/2011     | Diego y Matías                   | Cuñados                                          | Pregunta 2 ($ 440.000)   | -               |
| 27/07/2011     | Mónica y Juan                    | Exmatrimonio                                     | Pregunta 6 ($ 20.000)    | -               |
| 28/07/2011     | Gastón y Leandro                 | Amistad                                          | Pregunta 7 ($ 20.000)    | 20.000 pesos    |
| 10/08/2011     | Mabel y Verónica                 | Compañeras de trabajo                            | Pregunta 6 ($ 260.000)   | -               |
| 11/08/2011     | Daniela y Lucas                  | Amistad                                          | Pregunta 4 ($ 860.000)   | -               |
| 11/08/2011     | Alejandra y Roberto              | Compañeros de trabajo                            | Pregunta 4 ($ 40.000)    | -               |
| 16/08/2011     | Julio y Marcelo                  | Amistad                                          | Pregunta 1 ($ 1.000.000) | -               |
| 16/08/2011     | Horacio y Federico               | Padre e hijo                                     | Pregunta 4 ($ 840.000)   | -               |
| 18/08/2011     | José y Sebastián                 | Amistad                                          | Pregunta 7 ($ 60.000)    | -               |
| 18/08/2011     | Gustavo y Melina                 | Padre e hija                                     | Pregunta 3 ($ 1.000.000) | -               |
| 23/08/2011 (*) | Gonzalo y Ángeles                | Padre e hija                                     | Pregunta 7 ($ 100.000)   | -               |
| 24/08/2011 (*) | Alfredo y Nicolás                | Suegro y yerno                                   | Pregunta 5 ($ 100.000)   | -               |
| 24/08/2011 (*) | Marcela y Viviana                | Amigas                                           | Pregunta 4 ($ 140.000)   | -               |
| 25/08/2011 (*) | Ruben y Ana                      | Matrimonio                                       | Pregunta 4 ($ 80.000)    | -               |
| 25/08/2011 (*) | Pablo y Martín                   | Compañeros de trabajo                            | Pregunta 2 ($ 140.000)   | -               |
| 25/08/2011 (*) | Alejandro y Roberto              | Amistad                                          | Pregunta 3 ($ 340.000)   | -               |
| 01/09/2011     | Gabriel y Florencia              | Padrastro e hijastra                             | Pregunta 6 ($ 40.000)    | -               |
| 01/09/2011     | Ana Laura y Mariana              | Hermanas                                         | Pregunta 1 ($ 1.000.000) | -               |
| 01/09/2011     | Horacio y Marcelo                | Vecinos                                          | Pregunta 1 ($ 1.000.000) | -               |
| 08/09/2011     | Daniel y María Pía               | Padrastro e hijastra                             | Pregunta 7 ($ 220.000)   | -               |
| 08/09/2011     | Miguel y Andrea                  | Matrimonio                                       | Pregunta 6 ($ 40.000)    | -               |

(*) Estas emisiones fueron conducidos por Marley.

#### SALVEN EL MILLÓN, la revancha
Las parejas que llegaron a la última (séptima) pregunta durante su participación y perdieron, regresan para tener una segunda oportunidad.

### Temporada 2
En esta temporada, el programa cambió su nombre a SALVEN LOS MILLONES, ya que ofrecía la posibilidad de ganar hasta 2 millones de pesos. Se emitió por la pantalla de Telefe y fue conducido por Susana Giménez. A diferencia de la primera temporada, que tenía un total de 7 preguntas, en esta edición se plantearon 8 preguntas.

#### Emisiones
Se emite como programa los miércoles a partir del 22 de mayo a las 21:00hrs.
| N.º | Fecha      | Participantes          | Vínculo      | Instancia máxima ($)   | Premio        |
| --- | ---------- | ---------------------- | ------------ | ---------------------- | ------------- |
| 01  | 22/05/2013 | Miguel Ángel y Nicolás | Padre e hijo | Pregunta 4 ($ 160.000) | -             |
| 02  | 22/05/2013 | Raimundo y Luciana     | Padre e hija | Pregunta 4 ($ 40.000)  | -             |
| 03  | 22/05/2013 | Débora y Eduardo       | Matrimonio   | Pregunta 3 ($ 240.000) | -             |
| 04  | 29/05/2013 | Mónica y Fabián        | Matrimonio   | Pregunta 4 ($ 320.000) | -             |
| 05  | 29/05/2013 | Daniel y Martín        | Amistad      | Pregunta 8 ($ 120.000) | 120.000 pesos |
| 06  | 05/06/2013 |                        |              | Pregunta 3 ($ 80.000)  | -             |
| 07  | 05/06/2013 | Fernando y Juan Martín | Amistad      | Pregunta 8 ($ 40.000)  | 40.000 pesos  |
| 08  | 12/06/2013 | Pablo y Luis           | Concuñados   | Pregunta 3 ($ 680.000) | -             |
| 09  | 12/06/2013 | Claudio y Mariana      | Padre e hija | Pregunta 4 ($ 40.000)  | -             |
| 10  | 12/06/2013 | Javier y Marcelo       | Amistad      | Pregunta 6 ($ 80.000)  | -             |
| 11  | 19/06/2013 |                        |              | Pregunta 3 ($ 800.000) | -             |
| 12  | 19/06/2013 | Patricia y Andrés      | Madre e hijo | Pregunta 3 ($ 360.000) | -             |
| 13  | 19/06/2013 | Fernando y Natalí      | Padre e hija | Pregunta 4 ($ 120.000) | -             |

### Temporada 3
En una nueva temporada ahora se jugará por 100 millones de pesos. Actualmente se transmite los domingos por la pantalla de Telefe, conducido por Susana Giménez.